# Anergates atratulus
Anergates atratulus е вид насекомо от семейство Мравки (Formicidae). Видът е световно застрашен, със статут Уязвим.

## Разпространение
Разпространен е във Великобритания, Германия, Гърция, Испания, Италия, Франция и Швейцария.